# Ілма Грейс Стоун
Ілма Грейс Стоун (1913–2001), (уроджена Балф (англ. Balfe)) — австралійський ботанік, спеціалізувалася на бріології. Вона була автором, колекціонером та дослідником австралійських мохів.
Стоун закінчила Університет Мельбурна у 1933 році, але свої дослідження мохоподібних розпочала близько 20 років по тому. У 1953 році вона опублікувала опис нового виду Fissidens gymnocarpus та продовжувала вносити вклад у таксономію мохів. Вона відрізнялася спостережливістю та увагою до малих та невідомих видів мохів. Стоун зробила значний внесок у систематику мохоподібних Австралії, особливо Квінсленду.. Її колекція з близько 25 000 зразків зараз зберігається в гербарії Мельбурнського університету. 

## Окремі публікації
За свою кар'єру Стоун опублікувала понад 70 статей, першу у віці 48 років та одинадцять після 80 років. 
- The Mosses of Southern Australia у співавторстві із George Anderson Macdonald Scott, опублікована у 1976.

Понад  70 дослідницьких статей, серед них:
- Stone, IG. (1958) The gametophyte and embryo of Polyphlebium venosum (R.Br.) Copeland (Hymenophyllaceae). Aust. J. Bot. 6: 183–203.
- Stone, IG. (1961) The highly refractive protonema of Mittenia plumula (Mitt) Lindb. Proc. R. Soc. Vicr. 74: 119–124.
- Stone, IG. (1971) The sporophyte of Tortula pagorum (Milde) De Not. Trans. Brit. Bryol. Soc. 6: 270–277.
- Stone, IG. (1975) A remarkable new moss from Queensland, Australia. Viridivellus pulchellum, new genus and species (new family Viridivelleraceae). J. Bryology 9: 21–31.
- Stone. IG. (1979) Acaulon eremicola, a new moss from the Australian arid zone. J. Bryology 10: 467–474.
- Stone, IG. (1980) Phascopsis rubicunda, a new genus and species of Pottiaceae from Australia. J. Bryology 11: 17–31.
- Stone, IG. (1983) Fissidens gymnocarpus, a new species from Queensland, Australia. J. Bryology 12: 553–557.
- Stone, IG. (1988) Acaulon granulosum, a new species in the Acaulon muticum complex; a comparison and key to Australian species. J. Bryology. 15: 257–268.
- Catcheside, D.G. & Stone, IG. (1988) The mosses of the Northern Territory, Australia. J. Adelaide Bot. Gard. 11: 1–17.
- Stone, IG. (1989) A revision of Phascum and Acaulon in Australia. J. Bryology 15: 745–777.
- Stone, IG & Catcheside DG (1993) Two new species, Fissidens oblatus and F. badyinbarus, from Queensland, Australia. J. Bryology 17: 621–626.
- Stone, IG (1996) A revision of Ephemeraceae in Australia. Journal of Bryology 19: 279–295.
- Stone, IG (1997) A revision of Erpodiaceae with particular reference to Australian taxa. J. Bryology 19: 485–502.
- Beever JE & Stone IG (1999) Studies of Fissidens (Bryophyta: Musci): new taxa and new records for New Zealand. New Zealand Journal of Botany 37: 643–657.

## Вшанування пам'яті
У 1982 році Ілма Грейс Стоун була обрана почесним членом Британського бріологічного товариства. 
На її честь названо кілька видів мохів. Сюди входять два роди ("Stones" і "Stone Bryn") та два види:: 
- Stonea oleaginosa (I.G. Stone) R.H. Zander Phytologia 65:432.
- Stoneobryum bunyaense D.H. Norris & H. Robinson Bryologist 84: 96.
- Stoneobryum mirum (Lewinsky) D.H. Norris & H. Robinson Bryologist 84: 98.
- Macromitrium stoneae Vitt & H.P. Ramsay J. Hattori Bot. Lab. 59: 400.
- Syrrhopodon stoneae W. Reese Bryologist 92: 302.